# Lijst van Eerste Kamerleden voor de PvdA
Een overzicht van alle Eerste Kamerleden voor de Partij van de Arbeid (PvdA).
| Eerste Kamerlid                | Begindatum        | Einddatum         |
| ------------------------------ | ----------------- | ----------------- |
| Hedy d'Ancona                  | 17 september 1974 | 10 september 1981 |
| Hedy d'Ancona                  | 1 september 1982  | 12 september 1983 |
| Liesbeth Baarveld-Schlaman     | 10 juni 1981      | 12 juni 1995      |
| Pit Bakker                     | 11 mei 1982       | 12 september 1983 |
| Marleen Barth                  | 7 juni 2011       | 9 februari 2018   |
| Joop van den Berg              | 14 april 1992     | 31 juli 1996      |
| Eric van den Bergh             | 16 september 1980 | 9 juni 1981       |
| Jannette Beuving               | 7 juni 2011       | 26 maart 2018     |
| Paul Boersma                   | 23 juni 1987      | 23 januari 1990   |
| Joop Borgman                   | 23 juni 1987      | 10 juni 1991      |
| Jan Broeksz                    | 17 januari 1956   | 15 september 1969 |
| Jan Broeksz                    | 17 oktober 1969   | 15 september 1980 |
| Edward Brongersma              | 23 juli 1946      | 22 juli 1950      |
| Edward Brongersma              | 5 februari 1963   | 19 september 1977 |
| Jaap Burger                    | 5 juni 1963       | 30 september 1970 |
| George Cammelbeeck             | 15 juli 1952      | 19 september 1955 |
| George Cammelbeeck             | 27 september 1955 | 4 juni 1963       |
| George Cammelbeeck             | 11 juni 1963      | 9 mei 1971        |
| Frits Castricum                | 8 juni 1999       | 9 juni 2003       |
| Cees de Cloe                   | 3 oktober 1978    | 15 september 1980 |
| Clovis Cnoop Koopmans          | 10 november 1981  | 14 augustus 1982  |
| Job Cohen                      | 13 juni 1995      | 21 augustus 1998  |
| Jaap Cramer                    | 9 februari 1946   | 15 juli 1951      |
| Ferd Crone                     | 11 juni 2019      | 12 juni 2023      |
| Barend van Dam                 | 25 augustus 1970  | 9 mei 1971        |
| Piet Damming                   | 20 september 1966 | 13 april 1970     |
| Freek Derks                    | 16 september 1980 | 12 september 1983 |
| Ton Doesburg                   | 8 juni 1999       | 9 juni 2003       |
| Ton Doesburg                   | 30 september 2003 | 11 juni 2007      |
| Nico Donkersloot               | 9 februari 1946   | 27 februari 1949  |
| Hugo de Dreu                   | 19 februari 1947  | 26 juli 1948      |
| Hugo de Dreu                   | 25 augustus 1948  | 19 september 1960 |
| Simon van Driel                | 10 juni 2003      | 7 juni 2011       |
| Adri Duivesteijn               | 5 februari 2013   | 9 mei 2015        |
| Jean Eigeman                   | 10 juni 2003      | 7 juni 2011       |
| David van Embden               | 9 februari 1946   | 22 juli 1946      |
| Margreet Ermen                 | 16 september 1980 | 12 juni 1995      |
| Henk van Es                    | 25 mei 1965       | 15 september 1969 |
| Mary Fiers                     | 3 april 2018      | 10 juni 2019      |
| Mary Fiers                     | 12 oktober 2021   | 12 juni 2023      |
| Annemarie Grewel               | 13 juni 1995      | 26 februari 1998  |
| Gijs van Hall                  | 31 juli 1956      | 4 juni 1963       |
| Gijs van Hall                  | 18 juni 1963      | 9 mei 1971        |
| Jan Hamel                      | 10 juni 2003      | 11 juni 2007      |
| Cathrijn Haubrich-Gooskens     | 12 juni 2007      | 7 juni 2011       |
| Wim Hendriks                   | 9 september 1975  | 19 september 1977 |
| Ien van den Heuvel             | 17 september 1974 | 16 september 1979 |
| Gerrit-Jan van Heuven Goedhart | 22 oktober 1947   | 31 december 1950  |
| Pieter Hiemstra                | 9 februari 1946   | 22 juli 1946      |
| Arnold Hijmans                 | 10 juni 1981      | 12 september 1983 |
| Jan Hoogland                   | 23 juli 1946      | 2 juli 1956       |
| Jan Hoogland                   | 31 juli 1956      | 19 september 1960 |
| Jan Hoogland                   | 18 oktober 1960   | 27 december 1961  |
| Ria Jaarsma                    | 23 juni 1987      | 9 juni 2003       |
| Leny Jansen-van der Gevel      | 17 februari 1987  | 22 juni 1987      |
| Sijtze de Jong                 | 19 juni 1951      | 14 juli 1952      |
| Sijtze de Jong                 | 6 november 1956   | 15 september 1969 |
| Jan Jonkman                    | 27 juli 1948      | 19 september 1966 |
| Erik Jurgens                   | 13 juni 1995      | 11 juni 2007      |
| Paul Kapteyn                   | 19 september 1950 | 19 september 1960 |
| Paul Kapteyn                   | 8 november 1960   | 19 september 1966 |
| Hamit Karakus                  | 2 maart 2021      | 12 juni 2023      |
| Jan Kassies                    | 23 juni 1987      | 12 juni 1995      |
| Johan van de Kieft             | 9 februari 1946   | 14 juli 1952      |
| Aren Kievit                    | 14 april 1948     | 26 juli 1948      |
| Aren Kievit                    | 30 maart 1949     | 17 september 1951 |
| Eefje Klaassens-Postema        | 23 juni 1987      | 10 juni 1991      |
| Geert Klein Bennink            | 23 juni 1987      | 10 juni 1991      |
| André Kloos                    | 5 juni 1963       | 30 april 1982     |
| Gerard Kolthoff                | 25 mei 1971       | 9 juni 1981       |
| Anne Koning                    | 18 juni 2013      | 9 juni 2015       |
| Ruud Koole                     | 7 juni 2011       | 9 juni 2015       |
| Ruud Koole                     | 11 juni 2019      | 12 juni 2023      |
| Bram Koopman                   | 25 mei 1971       | 30 november 1978  |
| Jacob Kramer                   | 23 juli 1946      | 3 november 1956   |
| Roelof Kranenburg              | 9 februari 1946   | 31 mei 1951       |
| Chris van Krimpen              | 23 november 1976  | 9 juni 1981       |
| Trix van Kuilenburg-Lodder     | Invalid Date      | 12 juni 1995      |
| Willy Kweksilber               | 10 juli 1973      | 17 september 1978 |
| Jan Lamberts                   | 20 september 1977 | 9 juni 1981       |
| Raymond Leenders               | 10 juni 2003      | 7 september 2003  |
| Frans Leijnse                  | 4 november 2003   | 7 juni 2011       |
| Fien de Leeuw-Mertens          | 14 maart 1967     | 8 februari 1968   |
| Piet Lieftinck                 | 27 juli 1948      | 10 augustus 1948  |
| Marijke Linthorst              | 13 juni 1995      | 7 juni 1999       |
| Marijke Linthorst              | 10 juni 2003      | 9 juni 2015       |
| Dirk de Loor                   | 20 september 1955 | 15 september 1969 |
| Geertje Lycklama à Nijeholt    | 13 juni 1995      | 9 juni 2003       |
| Trude Maas-de Brouwer          | 1 september 1998  | 7 juni 1999       |
| Trude Maas-de Brouwer          | 22 januari 2002   | 11 juni 2007      |
| Adri Maaskant                  | 11 mei 1971       | 12 september 1983 |
| Nol Maassen                    | 29 september 1981 | 22 juni 1987      |
| Ria Mastik-Sonneveldt          | 10 november 1981  | 12 september 1983 |
| Ria Mastik-Sonneveldt          | 27 januari 1987   | 12 juni 1995      |
| Bob Mater                      | 11 mei 1971       | 19 september 1977 |
| Jannis Pieter Mazure           | 9 september 1958  | 15 september 1969 |
| Joke van der Meer              | 20 september 1977 | 31 maart 1992     |
| Marian van der Meer            | 13 september 1983 | 12 juni 1995      |
| Eibert Meester                 | 5 juni 1963       | 31 augustus 1976  |
| Friso Meeter                   | 11 maart 1997     | 7 juni 1999       |
| Margriet Meindertsma           | 8 juni 1999       | 7 juni 2011       |
| Pauline Meurs                  | 12 juni 2007      | 15 januari 2013   |
| Bert Middel                    | 10 juni 2003      | 11 juni 2007      |
| Jan Mijnsbergen                | 10 juni 1981      | 12 september 1983 |
| Jan Mijnsbergen                | 6 maart 1990      | 10 juni 1991      |
| Jan Mol                        | 1 februari 1977   | 9 juni 1981       |
| Henrick Mulder                 | 27 juli 1965      | 19 september 1966 |
| Jan Nagel                      | 20 september 1977 | 12 september 1983 |
| Gerard Nederhorst              | 11 mei 1971       | 19 september 1977 |
| Maarten de Niet Gerritzoon     | 6 november 1956   | 19 september 1960 |
| Maarten de Niet Gerritzoon     | 18 oktober 1960   | 19 september 1977 |
| Jopie Nooren                   | 9 juni 2015       | 28 februari 2021  |
| Han Noten                      | 10 juni 2003      | 5 februari 2013   |
| David van Ooijen               | 23 juni 1987      | 9 september 1993  |
| Henk Oosterhuis                | 23 juli 1946      | 5 november 1956   |
| Henk Oosterhuis                | 13 november 1956  | 19 september 1960 |
| Hans Oskamp                    | 27 december 1978  | 31 december 1986  |
| Meine Pit                      | 23 juni 1987      | 10 juni 1991      |
| Meine Pit                      | 28 september 1993 | 7 juni 1999       |
| Sake van der Ploeg             | 5 juni 1963       | 28 juni 1965      |
| Jan van der Ploeg              | 10 juni 1981      | 13 december 1986  |
| Fred Polak                     | 5 juni 1963       | 19 september 1966 |
| Fré le Poole                   | 13 juni 1995      | 9 juni 2003       |
| Aalje Post                     | 20 september 1977 | 9 juni 1981       |
| André Postema                  | 7 juni 2011       | 10 juni 2019      |
| Kim Putters                    | 10 juni 2003      | 11 juni 2013      |
| Arie Querido                   | 1 juli 1958       | 9 mei 1971        |
| Rudy Rabbinge                  | 8 juni 1999       | 11 juni 2007      |
| Cor van de Rakt                | 20 september 1977 | 15 september 1980 |
| Jeroen Recourt                 | 11 juni 2019      | 12 juni 2023      |
| Herman Redemeijer              | 23 juni 1987      | 12 juni 1995      |
| Peter Rehwinkel                | 12 juni 2007      | 14 september 2009 |
| Marius Antoon Reinalda         | 9 februari 1946   | 17 maart 1947     |
| Liesbeth Ribbius Peletier      | 9 februari 1946   | 15 januari 1947   |
| Bertus de Rijk                 | 6 november 1956   | 19 september 1961 |
| Bertus de Rijk                 | 13 oktober 1964   | 10 juni 1991      |
| Ab de Roos                     | 6 november 1956   | 10 september 1962 |
| Ivo Samkalden                  | 20 september 1960 | 13 april 1965     |
| Wim Schermerhorn               | 18 september 1951 | 4 juni 1963       |
| Ger Schinck                    | 16 september 1980 | 12 juni 1995      |
| Paul Scholten                  | 9 februari 1946   | 30 april 1946     |
| Jan Nico Scholten              | 31 maart 1998     | 7 juni 1999       |
| Tjalling Schorer               | 6 november 1956   | 4 juni 1963       |
| Nico Schrijver                 | 7 juni 2011       | 1 september 2017  |
| Esther-Mirjam Sent             | 7 juni 2011       | 7 oktober 2021    |
| Pieter Sikkes                  | 9 februari 1946   | 22 juli 1946      |
| Jan Simons                     | 20 september 1977 | 9 juni 1981       |
| Jan Simons                     | 23 juni 1981      | 2 juni 1986       |
| Jan Simons                     | 23 juni 1987      | 10 juni 1991      |
| Mieke Smeets-Janssen           | 10 juni 1981      | 12 september 1983 |
| Mieke Smeets-Janssen           | 23 juni 1987      | 10 juni 1991      |
| Bé Stam                        | 10 juni 1981      | 10 juni 1991      |
| Eef Steenbergen                | 16 september 1969 | 31 januari 1976   |
| Suzanne Steigenga-Kouwe        | 2 maart 1976      | 12 september 1983 |
| Mohamed Sini                   | 6 december 2006   | 10 juni 2019      |
| Johan Stekelenburg             | 8 juni 1999       | 21 september 2003 |
| Max van der Stoel              | 27 september 1960 | 4 juni 1963       |
| Piet Stoffelen                 | 3 september 1996  | 7 juni 1999       |
| Nico Stufkens                  | 9 februari 1946   | 9 september 1947  |
| Saskia Stuiveling              | 10 juni 1981      | 10 september 1981 |
| Joyce Sylvester                | 10 juni 2003      | 9 juni 2015       |
| Ing Yoe Tan                    | 8 juni 1999       | 7 juni 2011       |
| Ed van Thijn                   | 8 juni 1999       | 11 juni 2007      |
| Wim Thomassen                  | 7 november 1961   | 9 mei 1971        |
| Jan van Tilburg                | 18 september 1951 | 27 december 1955  |
| Martina Tjeenk Willink         | 23 juli 1946      | 15 september 1969 |
| Herman Tjeenk Willink          | 23 juni 1987      | 10 maart 1997     |
| Hommo Tonkes                   | 10 juni 1981      | 12 september 1983 |
| Maurits Troostwijk             | 23 januari 1962   | 31 augustus 1975  |
| Nic Tummers                    | 17 september 1974 | 2 juni 1986       |
| Nic Tummers                    | 10 juni 1986      | 12 juni 1995      |
| Rinus Tunders                  | 13 november 1979  | 15 september 1980 |
| Frans Uijen                    | 20 september 1977 | 12 september 1983 |
| Frans Uijen                    | 3 juni 1986       | 10 juni 1991      |
| Joris in 't Veld               | 9 februari 1946   | 2 maart 1948      |
| Joris in 't Veld               | 27 juli 1948      | 7 augustus 1948   |
| Joris in 't Veld               | 15 juli 1952      | 30 september 1964 |
| Elske ter Veld                 | 13 juni 1995      | 9 juni 2003       |
| Adriaan van Veldhuizen         | 20 september 1977 | 12 juni 1995      |
| Marinus Cornelis Verburg       | 17 september 1968 | 31 december 1976  |
| Lambert Verheijen              | 9 juni 2015       | 10 juni 2019      |
| Arie Verhoef                   | 14 mei 1968       | 15 september 1969 |
| Anne Vermeer                   | 20 september 1966 | 22 juni 1987      |
| Hugo Versloot                  | 16 september 1969 | 9 juni 1981       |
| Hilda Verwey-Jonker            | 23 november 1954  | 15 mei 1957       |
| Nico Vijlbrief                 | 9 februari 1946   | 22 juli 1946      |
| Johan Visser                   | 5 maart 1968      | 9 mei 1971        |
| Leen Vleggeert                 | 10 juni 1981      | 12 september 1983 |
| Janny Vlietstra                | 7 juni 2011       | 9 juni 2015       |
| Janny Vlietstra                | 12 september 2017 | 11 juni 2019      |
| Martha Vonk-van Kalker         | 20 september 1977 | 9 juni 1981       |
| Irene Vorrink                  | 16 september 1969 | 10 mei 1973       |
| Koos Vorrink                   | 9 februari 1946   | 4 juni 1946       |
| Hein Vos                       | 6 november 1956   | 15 februari 1968  |
| Mei Li Vos                     | 11 juni 2019      | 12 juni 2023      |
| Ruud Vreeman                   | 9 juni 2015       | 30 november 2016  |
| Klaas de Vries                 | 12 juni 2007      | 9 juni 2015       |
| Koen van der Waerden           | 25 juni 1957      | 4 juni 1963       |
| Koen van der Waerden           | 18 juni 1963      | 19 september 1966 |
| Koen van der Waerden           | 3 november 1970   | 9 mei 1971        |
| Gerard van Walsum              | 25 augustus 1948  | 5 december 1949   |
| Gerard van Walsum              | 15 maart 1950     | 14 juli 1952      |
| Gerard van Walsum              | 29 juli 1952      | 19 september 1955 |
| Mies Westerveld                | 10 juni 2003      | 11 juni 2007      |
| Mies Westerveld                | 19 juni 2007      | 7 juni 2011       |
| Floor Wibaut jr.               | 9 februari 1946   | 22 juli 1946      |
| Floor Wibaut jr.               | 6 mei 1947        | 26 juli 1948      |
| Floor Wibaut jr.               | 19 december 1949  | 8 februari 1950   |
| Floor Wibaut jr.               | 4 april 1951      | 2 juli 1956       |
| Floor Wibaut jr.               | 31 juli 1956      | 15 mei 1958       |
| Hein Willemse                  | 6 november 1956   | 14 augustus 1958  |
| Kees van Wingerden             | 6 november 1956   | 31 augustus 1968  |
| Agaath Witteman                | 10 juni 2003      | 11 juni 2007      |
| Willem Witteveen               | 8 juni 1999       | 11 juni 2007      |
| Willem Witteveen               | 15 januari 2013   | 17 juli 2014      |
| Dik Wolfson                    | 8 juni 1999       | 9 juni 2003       |
| Thijs Wöltgens                 | 13 juni 1995      | 9 januari 2002    |
| Cornelis Woudenberg            | 9 februari 1946   | 15 oktober 1954   |
| Wouter van Zandbrink           | 23 september 2014 | 9 juni 2015       |
| Wouter van Zandbrink           | 13 februari 2018  | 10 juni 2019      |
| Willem van de Zandschulp       | 16 september 1980 | 7 juni 1999       |
| Nancy Zeelenberg               | 20 september 1960 | 10 februari 1967  |
| Kees Zijlstra                  | 11 juni 1991      | 7 juni 1999       |
| Jan Zoon                       | 16 september 1969 | 10 juni 1991      |